# Пятницкая волость (Карачевский уезд)
Пя́тницкая волость — административно-территориальная единица в составе Карачевского уезда.
Административный центр — село Пятницкое.

## История
Волость образована в ходе реформы 1861 года.
В 1924 году Пятницкая волость была упразднена, а её территория включена в состав новообразованной Вельяминовской волости.
Ныне территория бывшей Пятницкой волости разделена между Хотынецким и Шаблыкинским районами Орловской области.

## Состав волости
В 1887 году в состав Пятницкой волости входили сёла Пятницкое, Вербник, Меловое, Семёновское и Хотьково; деревни: Кортомышева, Алтунина, Маяки, Прилепы, Челищева, Баздырева, Горки, Бредихина, Красный Клинок, Яхонтова, Бавыкина, Юрасова (Семёновка), Литвиновка, Кремль, Моговка, Околенка, Башкирова.